# Begonia perakensis
Espèce
Synonymes
- Begonia perakensis var. conjungens Irmsch.[1]

Begonia perakensis est une espèce de plantes de la famille des Begoniaceae.
L'espèce fait partie de la section Platycentrum.
Elle a été décrite en 1902 par George King (1840-1909).

## Répartition géographique
Cette espèce est originaire du pays suivant : Malaisie.

## Liste des variétés
Selon World Checklist of Selected Plant Families (WCSP) (22 février 2017) :
- variété Begonia perakensis var. conjungens Irmsch. (1929)
- variété Begonia perakensis var. perakensis

Selon Tropicos (22 février 2017) (Attention liste brute contenant possiblement des synonymes) :
- variété Begonia perakensis var. conjugens Irmsch.
- variété Begonia perakensis var. conjungens Irmsch.
- variété Begonia perakensis var. perakensis
- variété Begonia perakensis var. rotundata Irmsch.